# Zhou Tong (arquero)
Zhou Tong (chino: 周同 y 周侗; pinyin: Zhōu Tóng) (fallecido a finales del año 1121) fue el profesor de tiro con arco y segundo tutor de artes militares del famoso general de la dinastía Song, Yue Fei. Originalmente un héroe local de Henan, fue contratado para continuar el entrenamiento militar de Yue Fei en tiro con arco después de que el muchacho dominara rápidamente el juego de la lanza bajo su primer maestro. Además del futuro general, Zhou aceptó a otros niños como alumnos de arquería. Durante su tutoría, Zhou les enseñó todas sus habilidades e incluso recompensó a Yue con sus dos arcos favoritos porque era su mejor alumno. Después de la muerte de Zhou, Yue visitaba regularmente su tumba dos veces al mes y realizaba sacrificios poco ortodoxos que superaban con creces los que se hacían incluso a sus queridos tutores. Más tarde Yue enseñó lo que había aprendido de Zhou a sus soldados los que tuvieron éxito en la batalla.
Con la publicación de la 17.ª biografía folclórica de Yue Fei, «La historia de Yue Fei» (1684), surgió un nuevo Zhou Tong ficticio, que se diferenciaba mucho de su personaje histórico. No únicamente era ahora de Shaanxi, sino que era el padre adoptivo de Yue, un erudito con conocimiento de las dieciocho armas de guerra, y su nombre personal se escribía con un carácter chino diferente, aunque relacionado.  El autor de la novela lo retrató como un viudo mayor y tutor de artes militares que contaba entre sus antiguos alumnos a Lin Chong y Lu Junyi, dos de los 108 forajidos ficticios en los que se basa Bandidos del pantano. Un cuento popular de la época republicana posterior, del célebre narrador de Yangzhou Wang Shaotang, no únicamente añade a Wu Song a esta lista, sino que representa a Zhou como un caballero andante con una suprema habilidad con la espada. El cuento también le da el apodo de «Brazo de Hierro», que comparte con el verdugo convertido en forajido Cai Fu, y hace al forajido Lu Zhishen su hermano de juramento. Debido a su asociación con los forajidos, a menudo se le confunde con el forajido de nombre similar Zhou Tong.
Varias novelas de wuxia y leyendas populares han dotado a Zhou de diferentes tipos de habilidades marciales y sobrenaturales. Estas van desde el dominio del arco, espadas dobles, y la lanza china hasta el duro qigong de Wudang e incluso la visión de rayos X. Los practicantes de la Garra de águila, Chuōjiǎo y Xingyiquan comúnmente lo incluyen dentro de la historia de su linaje debido a su asociación con Yue Fei, el supuesto progenitor de estos estilos. También está vinculado al boxeo de la Mantis religiosa del norte a través de Lin Chong y Yan Qing. El cuento popular de Wang Shaotang incluso lo representa como un maestro del boxeo de los Ocho Inmortales Borrachos. Sin embargo, el registro histórico más antiguo que menciona su nombre solamente dice que enseñó tiro con arco a Yue Fei. Nunca se dice nada de que él conociera o enseñara un estilo específico de artes marciales de China.
Zhou aparece en varias formas de medios como novelas, cómics y películas. Su rara biografía del siglo XX, Brazo de Hierro, Sable de Oro, sirve como una secuela de La Historia de Yue Fei porque detalla sus aventuras décadas antes de tomar a Yue como su pupilo. Esto fue posteriormente adaptado en un libro de historietas de diez volúmenes de Lianhuanhua. También aparece en una novela sobre uno de sus hermanos de artes marciales ficticias. Fue representado por tres actores diferentes en una serie de películas en blanco y negro sobre Yue Fei producidas en los años 40 y 60 del siglo XX, una de las cuales tenía como actor principal a Sammo Hung un niño de diez años. El veterano actor de artes marciales Yu Chenghui, que interpretó Jet Li  antagonista en «Templo Shaolin» (1982 film),  declaró en una entrevista en 2005 que siempre ha querido representar a Zhou en una película.

## Historia

### Mención en las memorias de la familia Yue
En su lecho de muerte, el tercer hijo de Yue Fei, Yue Lin (岳霖, 1130-1192) le pidió a su propio hijo, el poeta e historiador Yue Ke (岳珂, 1183-post-1240), que completara las memorias de Yue Fei. Estas memorias en dos partes se completaron en 1203, unos sesenta años después de la ejecución política del general, pero no se publicaron hasta 1234. Posteriormente, se abreviaron en 1345 y se publicaron en la cronología dinástica de la dinastía Yuan, Historia de Song, con el título Biografía de Yue Fei (capítulo 365, biografía 124). La mención de Zhou en las memorias de Yue Ke únicamente se resumió brevemente en la reescritura de Yuan. Dice, «Él [Yue Fei] aprendió tiro con arco de Zhou Tong. Aprendió todo y podía disparar con sus manos izquierda y derecha. Después de la muerte de Tong, ofrecía sacrificios en su tumba».
El profesor de historia de la Universidad de Western Washington Edward Kaplan explica que Zhou era un «hao local» (豪 - «heroico (persona)»). Comenta que Hao también puede significar «un 'caballero errante' en traducción poética, o en términos prosaicos un hombre fuerte y guardaespaldas profesional». Esto significa que Zhou era un héroe local del condado de Tangyin, prefectura de Anyang, provincia de Henan (la misma zona de Yue Fei).
Las fuentes históricas y académicas deletrean su nombre personal como 同 (Tong), que significa «igual o similar». Esto difiere de la ortografía presente en las fuentes ficticias, que se explicará más adelante. Así, "周同" representa al arquero histórico.

### Tutela
A pesar de ser alfabetizado, dándole la oportunidad de convertirse en un erudito, el joven Yue Fei eligió el camino militar porque nunca había habido ninguna tradición de servicio civil confuciano completo en su historia familiar. Se quedaba despierto toda la noche leyendo libros de estrategia militar e idolatraba a grandes héroes históricos como Guan Yu. Sin embargo, la familia Yue era demasiado pobre para permitirse lecciones militares para su hijo, así que Yao Dewang, el abuelo materno del niño, contrató a Chen Guang (陈广) para que le enseñara al niño de once años a blandir la lanza china. Yao se sorprendió mucho cuando su nieto dominó rápidamente la lanza a la edad de trece años. Zhou fue entonces llamado para continuar el entrenamiento militar de Yue en tiro con arco. El historiador Kaplan describe a Zhou como el «más importante» de los dos maestros.
Una sección del Jin Tuo Xu Pian, la segunda parte de las memorias originales publicadas de Yue Ke, describe una de las lecciones de tiro con arco de Zhou y revela que tomó a otros niños como sus alumnos:

Un día, [Chou] T'ung reunió a sus alumnos para una sesión de tiro con arco y para mostrar su habilidad puso tres flechas en sucesión en el centro de la diana. Señalando la diana para mostrar al abuelo [Yue Fei], dijo: 'Después de que puedas actuar así, puedes decir que eres un arquero'. El abuelo le agradeció y pidió que se le permitiera intentarlo. Sacó su arco, dejó volar su flecha y golpeó el extremo de la flecha de T'ung. Disparó una y otra vez y dio en el blanco. T'ung se sorprendió mucho y posteriormente le presentó al abuelo sus dos arcos favoritos. Después el abuelo practicó aún más [hasta que] fue capaz de disparar a la izquierda y a la derecha, dejando volar la flecha con precisión al moverse. Cuando se convirtió en general enseñó esto a sus oficiales y hombres para que todo su ejército fuera capaz de disparar a la izquierda y a la derecha y utilizó frecuentemente esta técnica para aplastar el espíritu del enemigo.

La última frase del pasaje es similar en una obra de la era republicana Biografía de Song Yue, Príncipe de E. Pero en lugar de enseñarles su propia técnica, dice que Yue enseñó lo que había aprendido de Zhou a sus soldados que salieron victoriosos en la batalla.

### Fallecimiento
Zhou continuó enseñando a los niños hasta su muerte, antes de la edad adulta legal de Yue. Después de su muerte, Yue se deprimió mucho ya que Zhou había sido la mayor influencia en su el principio de su vida. El estudiante de Zhou visitaba regularmente su tumba el primero y el quince de cada mes con sacrificios de carne y vino y disparaba tres flechas en sucesión con uno de los dos arcos que su tutor le había regalado —nunca se menciona si alguno de los otros alumnos de arquería de Zhou vino a visitar su tumba—. Kaplan comenta que este continuo e inusual despliegue de luto «fue mucho más allá del ceremonial apropiado incluso para un maestro muy respetado». El notorio sinólogo Hellmut Wilhelm afirma que aunque el despliegue de luto era genuino, también era una forma de emular las historias de sus ídolos heroicos y «[establecerse] a la vista del público». El padre de Yue lo siguió más tarde en secreto a la tumba de Zhou después de golpearlo durante una discusión sobre su comportamiento melancólico. Allí, lo vio realizar las poco ortodoxas obediencias que involucran la carne, el vino y tres flechas. Cuando finalmente se enfrentó a él, el hijo confesó que «su gratitud por la instrucción de Zhou no podía ser correspondida simplemente por las habituales ceremonias de primero y mediados de mes y por eso ... disparó las tres flechas para simbolizar que Zhou había sido la fuente de su inspiración como arquero». Kaplan afirma que esto ocurrió justo antes de la entrada de Yue en el ejército y que todo el evento sirvió como símbolo de la «entrada en la hombría responsable» de Yue.
La Cronología de Yue Wumu enumera los eventos en la tumba de Zhou que ocurrieron en 1121 cuando Yue tenía diecinueve años, pero Yue tendría que tener dieciocho años en ese año ya que nació el «decimoquinto día del segundo mes de 1103». El autor del material original de la fuente estaba usando el cálculo de la edad xusui, en el que un niño ya se considera de un año de edad al nacer. Dado que Yue se unió al ejército poco después de la muerte de Zhou, se puede dar un marco de tiempo relativo para cuando murió. Durante los primeros meses de 1122, el imperio Song movilizó sus fuerzas armadas para ayudar a los Yurchen a enfrentar a su enemigo común, la dinastía Liao. Por lo tanto, parece que Zhou murió a finales de 1121, antes de que se hiciera la llamada a las armas.

## Ficción
La historia de la vida ficticia de Zhou Tong puede ser reconstruida a partir de dos fuentes: La historia de Yue Fei y el Brazo de Hierro, Sable de Oro. La Historia de Yue Fei es una narración ficticia de la joven vida de Yue Fei, sus hazañas militares y su ejecución. Fue escrita por un nativo de Renhuo llamado Qian Cai (钱彩), que vivió en algún momento entre los reinados de los emperadores Kangxi y Qianlong en la dinastía Qing. El prefacio data la publicación del libro en 1684. Fue considerado una amenaza por los emperadores Qing y prohibido durante la era Qianlong. En la novela, Zhou es retratado como un viudo anciano y el único tutor de artes militares de Yue. El histórico maestro de lanza del general Chen Guang nunca es mencionado. Zhou enseña a Yue Fei y a sus hermanos de sangre, artes militares y literarias desde los capítulos dos al cinco, antes de su muerte.
En la escritura de su novela, Qian Cai usó un personaje diferente al deletrear el nombre de Zhou. En lugar del personaje original que significaba «similar», se cambió a 侗, que significa «basto o rústico». Así, "周侗" representa el personaje ficticio distintivo de Zhou. Esta ortografía ha sido llevada a los manuales de artes marciales de hoy en día.
Brazo de Hierro, Sable de Oro fue escrita por Wang Yun Heng y Xiao Yun Long y publicada en 1986. Esta novela, que sirve como la propia biografía ficticia de Zhou, es una precuela de La Historia de Yue Fei porque detalla sus aventuras décadas antes de tomar a Yue Fei como su alumno. Sigue su vida como un joven instructor de artes marciales en la guardia imperial del ejército Song, sus luchas contra las tribus bárbaras Xixia y Liao Tartar y su tutela de forajidos de A la orilla del agua. Los últimos capítulos incorporan el argumento de los cuatro capítulos que aparece en La historia de Yue Fei. Esto fue posteriormente adaptado en un libro de cómic de diez volúmenes al estilo Lianhuanhua, llamado La Leyenda de Zhou Tong en 1987.

### Primeros años y edad adulta
Zhou nace en Shaanxi y entrena en las artes marciales desde muy joven. Es tomado como uno de los alumnos del maestro del monasterio de Shaolin, Tan Zhengfang (谭正芳) y, aprendiendo la verdadera esencia del Shaolin Kungfu, se vuelve competente en cosas tanto literarias como marciales. Los otros estudiantes de Tan incluyen a los futuros generales Jin Tai (金台) y Zong Ze (宗澤) y los futuros forajidos de A la orilla del agua Sun Li y Luan Tingyu. De joven, Zhou atrae la atención del juez Bao Zheng y se alista en el ejército como oficial. Sus superiores toman nota de su gran habilidad después de ayudar a su compañero de clase, el general Jin, a combatir contra los tártaros de Liao en el norte de China y lo instalan como profesor en la Escuela Imperial de Artes Marciales de la Capital. La escuela tiene tres posiciones de enseñanza nombradas en orden de prestigio: «Cielo», «Tierra» y «Hombre». Como tiene la mayor habilidad, ocupa la posición del Cielo. Utiliza este puesto y su amistad con el general Zong para conseguir que su compañero de clase Sun Li sea instalado como superintendente de las Fuerzas de Dengzhou. Sun, más tarde se convierte en un forajido bajo Chao Gai y ayuda a derrotar a la malvada familia Zhu, que aprende artes militares de su compañero de clase Luan Tingyu.
Al envejecer, Zhou se siente insatisfecho con la política porque la corte imperial elige apaciguar a las tribus bárbaras del norte en lugar de enfrentarse a ellas. Entonces se dedica de todo corazón a su práctica de artes marciales y crea varias técnicas oficiales y autorizadas, incluyendo la «patada perforadora de cinco pasos y trece lanzas», que es un desarrollo del boxeo Shaolin Fanzi, y el «Fanzi Zhou Tong». Hace un esfuerzo concertado para transmitir sus esfuerzos marciales mientras enseña en la Escuela Imperial de Artes Marciales y acepta formalmente dos discípulos: «Unicornio de Jade» Lu Junyi y «Cabeza de Pantera» Lin Chong. Lu Junyi es un millonario con vastas propiedades de tierra y no ocupa ningún cargo, pero Lin Chong hereda la posición de Zhou después de su retiro, y continúa sirviendo como instructor principal para los 800.000 miembros de la Guardia Imperial del ejército Song.
Durante este tiempo, Zhou Tong también tiene un discípulo adicional llamado Wu Song, el cual se hace famoso por matar a un tigre devorador de hombres con sus propias manos y es nombrado agente de policía en su Shandong natal. El magistrado del condado Sun Guoqin envía más tarde a Wu en una misión a Kaifeng con un precioso bálsamo de hueso de tigre para ganarse el favor de personajes influyentes. Durante su estancia en la capital, conoce a Zhou. Zhou aprecia que Wu es un hombre de gran fuerza, pero siente que le falta refinamiento en su técnica marcial y, por lo tanto, ofrece orientación para el entrenamiento de Wu. Desafortunadamente, estos dos hombres solamente interactúan por un breve período de dos meses antes de que Wu tenga que regresar a casa, para no volver a ver a Zhou nunca más.
Después de su retiro, Zhou sirve por un tiempo como consejero del general Liu Guangshi (劉光世), cuyas tropas están guarnecidas en la provincia de Henan. Pero Zhou se convierte en un forajido después de ayudar a los héroes de A la orilla del agua y se ve obligado a huir de las fuerzas del gobierno. Mientras tanto, se entera de que su viejo compañero de clase Jin Tai está cerca de la muerte y se apresura a ir a Shaolin —donde el general se había convertido en un monje budista después del asesinato de su familia— para presentar sus últimos respetos. Como el mayor de los alumnos de Tan, Jin ordena a Zhou que encuentre un joven talentoso al que transmitir todos sus conocimientos de artes marciales. Sin embargo, esta reunión se interrumpe cuando las tropas lo siguen a Shaolin. Huye a la montaña de Wine Spring y vive escondido por algún tiempo antes de ser invitado por su viejo amigo Wang Ming (王明) para convertirse en el precepto de la familia Wang en la «Aldea del Unicornio».

### Vejez y muerte
Un día, Zhou sorprende a los niños con un examen escrito y sale del aula para hablar con un visitante. El hijo de Wang, Wang Gui (王贵), engaña al hijo de su criada, Yue Fei, para que complete su tarea mientras ellos salen a jugar. Después de terminar fácilmente la tarea, Yue escribe un poema heroico en una pared encalada y lo firma con su nombre. Los niños irrumpen en el aula cuando se enteran del próximo regreso de Zhou y le dicen a Yue que se escape para evitar la aprehensión. El viejo maestro finalmente descubre la artimaña y, después de maravillarse con la balada improvisada de Yue, le pide que vaya a buscar a su madre, Lady Yao (姚夫人), para una reunión importante. Con toda la familia Wang reunida en el salón principal, Zhou pide a la señora su bendición para tener al niño como su hijo adoptivo y estudiante. Ella consiente y Yue toma su asiento entre los alumnos de Zhou a la mañana siguiente. Como Zhou sabe que Yue es pobre, ordena a cuatro estudiantes que se conviertan en hermanos de sangre. Zhou también comienza a enseñarle a Yue las dieciocho armas de guerra.
Seis años después, Zhou lleva al grupo a visitar a su viejo amigo, el abad de un pequeño templo budista en la «Colina del agua que gotea». Yue, de trece años de edad, vaga detrás del templo y encuentra la «Cueva del Agua que Gotea», en la que vive una serpiente mágica. Cuando se abalanza sobre Yue, se escabulle hacia un lado y tira de su cola con su fuerza sobrenatural, haciendo que se convierta en una lanza dorada de 5,5 m de largo, llamada «Lanza sobrenatural del Agua de Goteo». Cuando regresan a casa, Zhou comienza a entrenar a todos sus estudiantes en las artes militares  —dieciocho armas de guerra, tiro con arco y combate cuerpo a cuerpo—. Después de tres años de práctica, Zhou los introduce en un examen militar preliminar en Tangyin en el que Yue, de dieciséis años, gana el primer lugar disparando una sucesión de nueve flechas a través de la diana de un blanco a doscientos cuarenta pasos de distancia. Después de su demostración de puntería, se le pide a Yue que se case con la hija de Li Chun (李春), un viejo amigo de Zhou y el magistrado del condado que presidió los exámenes militares. Padre e hijo regresan a su aldea.
El magistrado Li escribe un certificado de matrimonio y envía un mensajero para entregar el documento a Yue Fei en Villa del Unicornio. Zhou y Yue partieron al amanecer y viajaron de regreso a Tangyin para agradecer al magistrado por su generosidad y amabilidad. Allí, Li prepara una gran fiesta para ellos, pero cuando se les ofrece comida a los sirvientes que podían haberlos acompañado, Zhou comenta que habían venido a pie sin ayuda. Li decide dejar que Yue elija uno de sus miles de caballos porque cada militar capaz necesita un corcel fuerte. Después de terminar su fiesta, Zhou y Yue le agradecen a Li una vez más y dejan Tangyin para regresar a casa. Durante su viaje, Zhou recomienda que Yue monte el caballo para probar su velocidad. Yue estimula al caballo y dejar a Zhou en la búsqueda. Cuando llegan a la puerta del pueblo, los dos desmontan y Zhou regresa a su estudio donde se siente sudoroso por la carrera y se quita las prendas exteriores para abanicarse. Pero pronto cae enfermo y permanece en cama durante siete días. Entonces el libro describe su muerte y entierro:

... su flema brotó y murió. Esto fue el día catorce del noveno mes en el decimoséptimo año del reinado de Xuan He, y su edad era setenta y nueve ... Se les pidió a los sacerdotes budistas y taoístas que vinieran a cantar oraciones, durante siete veces siete, es decir, cuarenta y nueve días. Luego, el cuerpo fue llevado a enterrar junto a la Colina del agua que gotea.

Yue vive en un cobertizo junto a su tumba durante el invierno y en el segundo mes lunar del año siguiente, sus hermanos marciales vienen y derriban el edificio, obligándole a volver a casa y a cuidar de su madre.
La fecha de muerte citada no únicamente es poco fiable porque el libro es ficción, sino también porque la época del reinado del emperador Song Huizong duró siete años (1119-1125) y no diecisiete. Aunque La historia de Yue Fei afirma que Zhou murió poco antes de que Yue se casara, históricamente murió después de que Yue lo hiciera. Es probable que el autor original inventara esta fecha ficticia.

### Familia
De acuerdo con La historia de Yue Fei, Zhou estaba casado y tenía un hijo, pero Zhou comenta que su «vieja esposa» murió y su «pequeño hijo» fue asesinado en la batalla contra los Liaos después de irse con el forajido Lu Junyi a luchar en la guerra. En La leyenda de Zhou Tong, su esposa se llama Meng Cuiying (孟翠英) y su hijo se llama Zhou Yunqing (周云清). Derrota a Meng en un concurso de artes marciales lei tai y la gana como su esposa. Pero poco después es secuestrada por los malvados monjes del templo de Buda de Piedra. Tanto Zhou como Meng eventualmente derrotan a los monjes con sus habilidades marciales combinadas y más tarde se casan en el Paso de Miaochuan en la provincia de Hubei.
Zhou Yunqing aparece por primera vez como un joven feroz e impulsivo que monta su caballo en el grueso de los campamentos enemigos blandiendo una larga lanza. Más tarde muere en la batalla contra la dinastía Liao. Después de la muerte de su hijo, Zhou se retira al Templo de Xiangguo durante un largo período de luto. Más tarde toma a Yue Fei, de siete años, como hijo adoptivo y único heredero años después de que el padre del niño se ahogue en una gran inundación:

Veo que él [Yue Fei] es inteligente y guapo y yo, un anciano, deseo tenerlo como mi hijo adoptivo... No necesita cambiar ni su nombre ni su apellido. Solamente quiero que me llame padre temporalmente para que pueda transmitir fielmente todas las habilidades que he aprendido en mi vida a una única persona. Más tarde, cuando muera, todo lo que tiene que hacer es enterrar mis viejos huesos en la tierra y no permitir que se expongan, y eso es todo.

Sin embargo, después de comparar los eventos de La historia de Yue Fei y un relato de la vida de Yue de la obra del siglo XVI Restauración de la Gran Dinastía Song: La historia del rey Yue (大宋中興岳王傳), el crítico literario C.T. Hsia llegó a la conclusión de que «su padre no murió [históricamente] en el diluvio y que, aunque Yueh Fei mostró un respeto casi filial por la memoria de su maestro Chou T'ung 同 (no 侗), éste no había sido su padre adoptivo». La Restauración del Gran Canto fue una de las primeras cuatro «novelas históricas» (cronologías dinásticas ficticias) escritas sobre Yue durante la dinastía Ming, todas ellas anteriores a La historia de Yue Fei. A pesar de la adición de leyendas populares, Xiong Damu (fl 1552), el autor de La historia del rey Yue, se basó en gran medida en cronologías históricas como la de Zhu Xi (1130-1200) "Outlines and Details Based on the T'ung-chien", las memorias familiares de Yue Ke y la biografía oficial de la dinastía Yuan de Yue Fei para escribir su historia. Así que, La Historia de Yue Fei fue la primera novela de ficción completa que introdujo la historia de la adopción.

### Apariencia y voz
Generalmente se le representa como un anciano grande con una voz poderosa. Un moderno cuento popular del célebre narrador de Yangzhou Wang Shaotang (1889-1968), a quien el investigador folclórico Vibeke Børdahl llamó «el maestro sin rival de este siglo [el siglo XX]», describe así a Zhou:

Tenía más de cincuenta años, tenía más de cincuenta, y de pie medía unos ocho pies. Su cara tenía un bronceado dorado, cejas arqueadas, un par de ojos brillantes, una cabeza de forma regular, una boca cuadrada, un par de orejas prominentes, y bajo su barbilla había tres mechones de barba, una barba grisácea. En la cabeza llevaba un pañuelo de satén azul celeste, y estaba vestido con un majestuoso abrigo de satén azul celeste con una faja de seda, un par de pantalones negros anchos sin entrepierna y botas de satén con suela fina.

Los héroes y maestros religiosos con altura superior a la normal son un tema recurrente en el folclore chino. Por ejemplo, se dice que su estudiante Wu Song mide más de nueve pies de altura en el mismo cuento popular. En La historia de Yue Fei, el general se bate en duelo simultáneamente con otros dos guerreros que compiten por el primer lugar en un examen militar; uno mide nueve pies de altura y el otro ocho pies. Una hagiografía del santo taoísta Zhang Daoling afirma que medía más de siete pies de altura.
Cuando Zhou es vocalizado en la «narración de Yangzhou», habla en «discurso público de boca cuadrada», que es una forma de hablar reservada a los héroes marciales, personajes muy respetados o, a veces, personajes menores que pretenden ser un héroe importante. La conversación pública de boca cuadrada es en realidad una mezcla de dos formas de diálogo: Fangkou y Guanbai. El Fangkou (boca cuadrada) es una manera de pronunciar el diálogo de manera firme pero contundente, posiblemente influenciado por la ópera del norte de China. El Guanbai (discurso público) es un monólogo y un diálogo que a veces se utiliza para «imponer héroes». Esta mezcla de estilos hace que Zhou Tong sea tratado como un héroe muy respetado.
En su análisis de la narración de Yangzhou, Børdahl señaló que el mencionado relato sobre Zhou y Wu Song utiliza diferentes formas de diálogo para ambos personajes. Wu habla «boca cuadrada» utilizando el mandarín estándar sin rusheng (sílabas glotales cortas). Por el contrario, Zhou habla «boca cuadrada» utilizando el sistema de tonos Yangzhou, que sí utiliza las sílabas rusheng. Por lo tanto, cree que «el diálogo de boca cuadrada debería al menos dividirse en dos subcategorías, a saber, la variante Wu Song-sin rusheng, y la variante Zhou Tong-con rusheng».

### Estudiantes

#### Los forajidos deA la orilla del agua

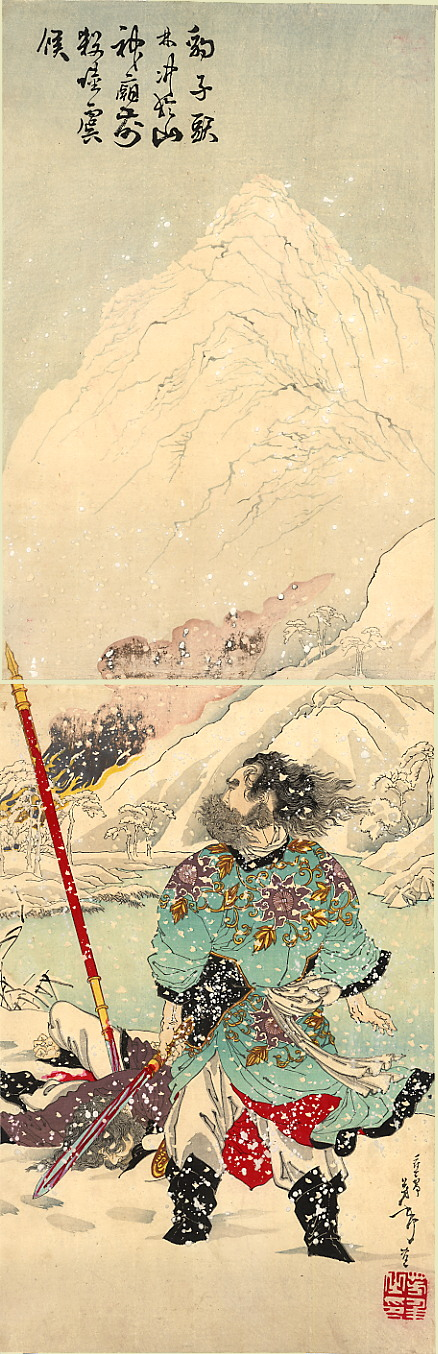
Una impresión xilográfica de 1886 de Yoshitoshi, que representa a Lin Chong fuera del Templo del Espíritu de la Montaña, después de haber matado a Lu Qian y a todos sus otros captores.

A la orilla del agua (c. 1400) es un romance militar de la dinastía Ming, en el que unos ciento ocho hombres y mujeres nacidos de demonios se unen para rebelarse contra el fastuoso gobierno de la dinastía Song. Lin Chong y Lu Junyi, dos de estos forajidos, son mencionados brevemente como los anteriores estudiantes de Zhou en La historia de Yue Fei. Sin embargo, no son personajes de la trama principal, ya que ambos son asesinados por «oficiales villanos» antes de que Zhou se convirtiera en preceptor de la casa Wang. Lo más importante es que los dos no estaban entre sus estudiantes históricos ya que son personajes ficticios.
La representación de Zhou como su maestro está relacionada con un elemento recurrente en la ficción china en la que los héroes de las dinastías Tang y Song se entrenan bajo un «maestro celestial», normalmente un inmortal taoísta, antes de sus hazañas militares. C. T. Hsia sugiere que el patrón del cual todos los demás maestros similares son moldeados es Guiguzi, maestro de los estrategas en pugna Sun Bin y Pang Juan, del cuento de la dinastía Yuan «Último volumen de los Anales de Primavera y Otoño de los Siete Reinos» (七國春秋後集). Hsia continúa diciendo que Qian Cai, el biógrafo ficticio de Yue, asoció a Zhou con los forajidos porque «la mayoría de esos maestros [en el género de romance militar] son celestiales» con al menos dos estudiantes. Pero al adoptar este formato, Qian invirtió el patrón tradicional de «tutela celestial» ya que Zhou se escribe como humano, mientras que sus estudiantes son reencarnaciones de demonios (Lin y Lu) y el pájaro celestial Garuda (Yue Fei).

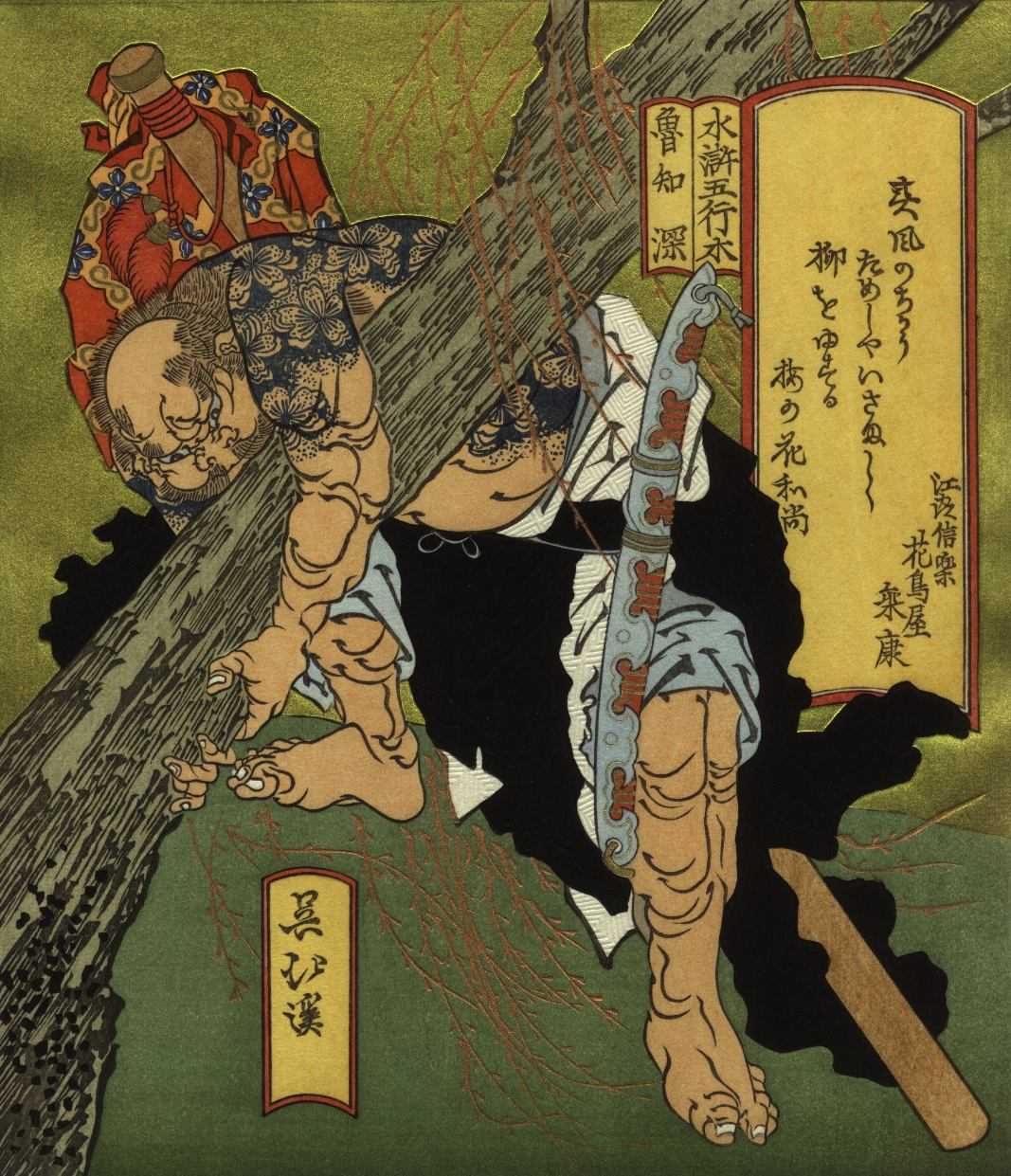
El hermano de Zhou, el «Monje de las Flores» Lu Zhishen.

Aunque Lin y Lu han estado conectados con Zhou desde los comienzos de la dinastía Qing, Wu Song no se asoció con él hasta que Wang Shaotang creó un cuento folclórico del siglo XX en el que los dos se encuentran en Kaifeng. El cuento tiene lugar durante la misión de Wu a Kaifeng, pero antes del asesinato de su hermano mayor Wu Dalang. Zhou le enseña a Wu el estilo «Dragón Rodante» de manejo de la espada, durante su estancia de un mes en la capital. Este cuento fue el capítulo dos del repertorio de cuentos de Wang «Diez capítulos sobre Wu Song», que fue más tarde transcrito y publicado en el libro Wu Sung en 1959. Finalmente se trasladó a la historia del Brazo de Hierro, Sable de Oro y, posteriormente, La Leyenda de Zhou Tong. En esta última versión, Wu aprende boxe Chuōjiǎo de Zhou durante una estancia de dos meses en la capital.
El cuento de Wang retrata a Zhou como un viejo maestro espadachín itinerante con «una fama que reverbera como un trueno» a través de la sociedad del inframundo de Jianghu. Se le hace hermano de sangre del forajido «Monje de las Flores» Lu Zhishen,  un oficial militar convertido en monje luchador, que es, según Hsia, el primero entre los protagonistas más populares de La orilla del de agua. También se le da el apodo de «Brazo de Hierro» (铁臂膀), que se trasladó al título de su biografía ficticia Brazo de Hierro, Sable de Oro. Aunque el cuento no explica la razón del apodo, menciona la habilidad de Zhou de dirigir su Qì a cualquier parte de su cuerpo para hacerlo lo suficientemente duro como para vencer la técnica de la «Camisa de Hierro» de otro artista marcial. Además, Zhou comparte el mismo apodo con Cai Fu, un verdugo convertido en forajido conocido por su facilidad para manejar una espada pesada.
Debido a su asociación con estos forajidos, Zhou se confunde a menudo con el forajido similarmente llamado «Pequeño Conquistador» Zhou Tong. En La orilla del agua, este Zhou Tong es un jefe bandido del Monte Flor de Durazno al que Lu Zhishen golpea por tratar de casarse a la fuerza con la hija de la familia Liu. Muere más tarde bajo la espada de Li Tianrun, un oficial del ejército rebelde de Fang La. Por lo tanto, la conexión entre ambos Zhou se basa únicamente en la transcripción romanizada de su nombre.

#### Yue Fei
La Historia de Yue Fei comenta que Lu Junyi es el último estudiante de Zhou antes de enfrentarse a Yue Fei, de siete años, y a sus tres hermanos de sangre Wang Gui, Tang Huai (湯懷) y Zhang Xian (張顯). Les enseña lecciones literarias y militares en días pares e impares. La novela dice que Yue tiene talento en todos los aspectos de «asuntos literarios y militares» e incluso supera la habilidad de Lin y Lu. Después de que Yue adquiere su «Lanza sobrenatural de agua que gotea», Zhou da clases a todos sus estudiantes en las dieciocho armas de guerra, pero cada uno sobresale con una en particular; Yue Fei y Tang Huai, en la Qiang (lanza); Zhang Xian, en la lanza de la hoz y Wang Gui, el Guan dao. Todos ellos aprenden la habilidad, además, de la arquería. Algunos de estos y otros niños son mencionados en las memorias de Yue Ke como los amigos históricos de la infancia de su abuelo, pero nunca se especifica que sean estudiantes de Zhou.

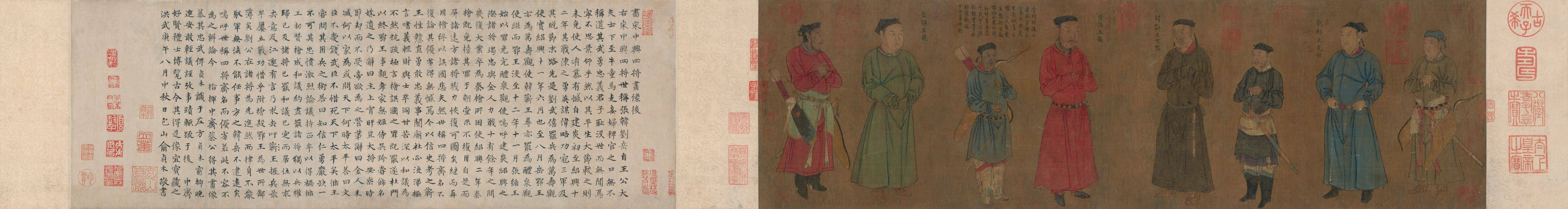
Los «Cuatro Generales de Zhongxing» y sus cuatro asistentes, pintados por Liu Songnian durante la dinastía Song del Sur. Yue Fei es la segunda persona de la izquierda. Se cree que es el «retrato más verdadero de Yue en todos los materiales existentes».

Los libros escritos por los modernos artistas marciales hacen muchas afirmaciones que no son congruentes con los documentos históricos o el pensamiento académico actual. Por ejemplo, el internista Yang Jwing-Ming dice que Zhou fue un erudito que estudió artes marciales en el monasterio de Shaolin y más tarde tomó a Yue como su estudiante después de que el joven trabajara como granjero inquilino para el oficial-general Han Qi (韓琦, 1008-1075). Durante este tiempo, aprendió todo tipo de armas militares, equitación y combate cuerpo a cuerpo. El general creó más tarde el boxeo Xingyi y de «Garra de águila» a partir de su entrenamiento interno y externo bajo Zhou. Sin embargo, el profesor Meir Shahar señala que los estilos de boxeo sin armas no se desarrollaron en Shaolin hasta finales de la dinastía Ming. También afirma que las memorias de la familia Ji y los registros de la dinastía Qing sugieren que Xingyi fue creado cientos de años después de la muerte de Yue por un arponero llamado Ji Jike (fl. 1651). Además, la aparición de Han Qi en la historia es un anacronismo cronológico ya que murió casi 30 años antes del nacimiento de Yue. Yue trabajó históricamente como granjero y guardaespaldas para los descendientes de Han Qi en 1124 después de dejar el ejército tras la muerte de su padre a finales de 1122, pero aprendió de Zhou mucho antes de esta época.
Los Grandes Maestros de la Garra de águila Leung Shum y Lily Lau creen que «Jow Tong» (la traducción cantonesa de su nombre) fue un monje que trajo al joven Yue al monasterio de Shaolin y le enseñó un conjunto de técnicas de mano, que Yue más tarde adaptó para crear su «Puño del águila». Liang Shouyu afirma que los practicantes del Emeici Dapeng Chi kung creen que Yue se entrenó bajo Zhou cuando era niño y compitió para convertirse en el mejor luchador de China a una edad temprana. La historia de su linaje dicta que Zhou también llevó a Yue a un «ermitaño budista» que le enseñó el estilo de Chi kung.  El maestro de Kung Fu de la Mantis Religiosa del Norte, Yuen Mankai, dice que Zhou enseñó a Yue la «misma escuela» de artes marciales que a sus estudiantes de La orilla del agua y que el general fue el creador de la técnica de mantis religiosa «Black Tiger Steeling [sic] Heart». Aunque el historiador de artes marciales Stanley Henning admite que las biografías de Yue no mencionan el boxeo, dice que «él [Yue] casi seguro practicó alguna forma de lucha a mano desnuda» para prepararse para su entrenamiento con armas. Pero no sugiere de quién pudo haberlo aprendido Yue.

### Artes marciales
No hay suficientes pruebas históricas que apoyen la afirmación de que conocía alguna habilidad más allá del tiro con arco. Los registros contemporáneos nunca mencionan a Zhou enseñando a Yue boxeo. A pesar de esto, varias novelas de wuxia y leyendas populares han atribuido muchas diferentes habilidades militares y sobrenaturales a Zhou. Estas van desde el dominio del arco, espadas dobles y lanza china hasta el del qigong duro de Wudang, Chuōjiǎo el boxeo e incluso la visión de rayos X. El cuento popular de Wang Shaotang incluso lo representa como un maestro del boxeo de los Ocho Inmortales Borrachos. En el Templo Shaolin de la provincia de Henan al final de la dinastía Ming, los monjes guerreros practicaban ejercicios de técnicas de piernas y saltos que atribuían a Zhou Tong. Existe un sistema de lucha llamado «Las piernas y puños Shaolin de Zhou Tong» (Shaolin Zhou Tong quantui) atribuido a Zhou Tong. En su mayoría, las artes marciales Shaolin que se centran en las técnicas de piernas y saltos se refieren a Zhou Tong como el fundador de sus respectivos estilos.
Zhou también puede ser vinculado a estas artes de combate a través de sus estudiantes de historia y folklore. Los practicantes de la Garra de águila, Chuōjiǎo y Xingyi comúnmente lo incluyen dentro de la historia de su linaje debido a su asociación con Yue Fei, el supuesto progenitor de estos estilos. Yuen Mankai cree que Zhou enseñó a Lin Chong y Lu Junyi la «misma escuela» de artes marciales que luego fue combinada con otras diecisiete escuelas para crear el puño Mantis. Esta combinación de varias escuelas se refiere a un manual de artes marciales del siglo XVIII que describe la reunión de dieciocho maestros en el monasterio de Shaolin que supuestamente tuvo lugar durante los primeros años de la dinastía Song. Lin Chong y Yan Qing figuran como dos de los  dieciocho maestros invitados, lo que significa que sus habilidades de Di Tang Quan o boxeo en el suelo, se tratan como dos escuelas separadas, en lugar de una sola. Pero él cree que la Mantis fue creada durante la dinastía Ming y por lo tanto fue influenciada por estas dieciocho escuelas de los Song. También dice que Lu Junyi enseñó a Yan Qing las mismas artes marciales que aprendió de Zhou.
Se hacen muy pocas referencias a las personas que supuestamente enseñaron artes marciales a Zhou. En La Leyenda de Zhou Tong, aprende de niño de un maestro de Shaolin llamado Tan Zhengfang. Los practicantes de Chuōjiǎo afirman que aprendió el estilo de su creador, un taoísta errante llamado Deng Liang. Los practicantes de Geok Gar Kuen, un estilo atribuido a Yue Fei, creen que estudió con Han De, una «persona caballerosa» de Shaanxi.

## Cultura popular
Zhou ha aparecido en varios tipos de medios incluyendo novelas, cómics y películas. Aparte de La historia de Yue Fei y Brazo de hierro, Sable de oro, aparece en una novela basada en su hermano mayor de artes marciales, Jin Tai.[11] Una reciente novela gráfica de La historia de Yue Fei, borra todos los elementos mitológicos de la historia y la presenta de manera histórica. En lugar de viajar de Hebei a Hubei para inspeccionar la tierra, Zhou viaja de Shaanxi a la ciudad de Kaifeng en la provincia de Henan para visitar a un viejo amigo que había sido promovido a general. En su camino a la capital, Zhou toma nota de una gran hambruna que asola al campesinado e incluso escucha historias de algunas personas que recurren al canibalismo. Sin embargo, cuando llega a Kaifeng, ve que el imperio está desperdiciando dinero en la construcción de grandes jardines imperiales, los funcionarios de la corte Cai Jing y Wang Pu tienen residencias extravagantes, y oye que incluso los eunucos son ricos porque se les dan altos cargos en el gobierno. Al localizar a su amigo, Zhou se angustia al encontrarlo con cepos y grilletes y siendo escoltado a los lugares más lejanos de China por los guardias imperiales. Más tarde se entera de que el general había ofendido accidentalmente a algunos oficiales de la corte y fue sentenciado al exilio permanente por algunos cargos falsos. Aparentemente teniendo poco o nada de dinero, Zhou decide visitar Wang Ming en Hubei (erróneamente llamado Hebei) y se convierte en el tutor de la finca.
Otra diferencia notable en la historia ocurre cuando Zhou viaja con sus discípulos adolescentes a visitar a su amigo el abad. En lugar de estar Yue vagando detrás del templo para luchar contra la serpiente mágica, se queda con Zhou y el abad, mientras los otros discípulos van a explorar. Zhou observa cómo el abad pone a prueba la fuerza de Yue pidiéndole que mueva una ornamentada estufa de cobre de trescientas libras que data de la dinastía Han. El abad levanta una baldosa de piedra y le presenta al chico un gran libro de estrategia militar. Continúa contándole a Yue cómo una vez fue un gran soldado que luchó en campañas contra los imperios de Liao y Xia Occidental, pero se convirtió en monje después de que los Song aceptaran convertirse en vasallo de cada estado. Más tarde se hizo un nombre por sí mismo enseñando habilidades militares a los jóvenes de los alrededores. Como no tiene heredero propio, el abad le entrega a Yue su propia lanza personal y le instruye en el uso adecuado del arma. Zhou amablemente protesta por el regalo al principio, pero permite a Yue mantenerlo por amistad.
Una segunda novelización gráfica cambia drásticamente la historia que involucra a Zhou. Como el original, Zhou se convierte en el tutor de la finca Wang, pero, cuando la noticia de su llegada incita a las familias ricas a enviar a sus hijos a aprender de él, se ve obligado a aceptar manadas de estos estudiantes a modo de prueba. Finalmente elige a los hijos de sus amigos como sus discípulos de interior y a Yue como su «ahijado». Años más tarde, lleva a sus ahora adolescentes estudiantes no a ver al abad budista, sino a enseñarles estrategia militar en el desierto de la montaña. Yue siente problemas después de que sus hermanos marciales se separan para explorar el bosque y se apresura a rescatarlos, únicamente para enfrentarse a una monstruosa serpiente. Después de vencer a la bestia con su espada, Yue descubre una lanza mágica brillante dentro de una cueva y se reporta con Zhou. Después de su entrenamiento, Zhou se enferma por la sobreexposición al aire frío de la montaña en el viaje de regreso a casa y muere poco después. En lugar de solamente Yue, todos sus estudiantes viven junto a su tumba por un período de luto de cien días antes de regresar a casa con sus familias. Estos eventos tienen lugar tres años antes de que Zhou muriera originalmente en La Historia de Yue Fei.
Historias como la de Zhou también se han utilizado para la enseñanza educativa. El sistema de escuelas secundarias de Hong Kong enseña a los niños el valor de la tutoría haciéndoles leer sobre la estrecha relación profesor-alumno entre Zhou y Yue. Un cuento sobre la moral llamado «Yue Fei estudia el tiro con arco» en Children's Pictorial, una revista china hecha a medida para niños de dos a siete años de edad, demuestra cómo los grandes logros únicamente son posibles mediante una práctica diligente. La historia cuenta cómo el joven Yue tropieza con la sala de entrenamiento de Zhou en un pueblo vecino mientras recoge leña. Yue solicita ser estudiante, pero Zhou le dice que primero debe practicar el arte de la «persona con visión de futuro» mirando fijamente al sol de la mañana para mejorar su vista. Después de años de práctica implacable, Yue es capaz de ver un ganso solitario volando a lo lejos y dos cigarras en un árbol lejos en el bosque. Zhou entonces lo toma oficialmente como su discípulo e hijo adoptivo. Bajo su tutela, Yue es capaz de dominar las dieciocho armas de guerra y de disparar una hoja que cae a cien pasos de distancia.
Se le menciona en numerosas ocasiones en el thriller Deadlock (2009) del autor Robert Liparulo. Zhou aparece por primera vez en el capítulo ocho durante una conversación entre el personaje principal John "Hutch" Hutchinson, un periodista empeñado en detener los planes maníacos de un loco multimillonario, y el joven hijo de su amigo Dillon, un entusiasta del tiro con arco. Cuando Hutch le pregunta si alguna vez ha oído hablar del campeón de tiro con arco convertido en actor Howard Hill, Dillon responde: «No lo creo... Me hablaste de Zhou Tong». Hutch dice entonces: «Oh, sí. Zhou Tong era algo. Enseñó a la dinastía Song a ser los mejores arqueros militares de la historia. Pero Howard Hill [era el mejor]».[111] Más tarde en el capítulo cincuenta, mientras Hutch está siguiendo a un asesino a través de un aeropuerto, una página sale por el sistema de intercomunicación para un «Sr. Zhou Tong». Cuando la página sale de nuevo, Hutch reflexiona: «Zhou Tong fue un famoso profesor de arquería y tutor de artes militares en la dinastía Song. [Dillon y yo] tuvimos largas conversaciones telefónicas sobre él, debido a la mezcla de Tong de habilidades de arquería y autodisciplina. Fue una inspiración para mí. Dillon lo había intuido y quería saberlo todo sobre él». Finalmente se da cuenta de que la página tuvo que haber sido dejada por la madre de Dillon, Laura, para llamar su atención. La página es enviada para advertirle de una trampa, pero Hutch la recibe demasiado tarde.
Entre los actores que han interpretado a Zhou en películas de los años cuarenta y sesenta se encuentran Wong Sau Nin, Li Ming, y Jing Ci Bo. Jing actuó junto a un niño de diez años, Sammo Hung, que interpretó al joven Yue Fei. El veterano actor de artes marciales Yu Chenghui, que interpretó al antagonista de la espada en el Templo Shaolin de Jet Li, declaró en una entrevista en el periódico de 2005 que nunca se afeitó su barba característica, ni siquiera a petición de los productores de cine, porque quería retratar a Zhou en una futura película, y añadió: «Es una persona extraordinariamente capaz de las dinastías Song del norte y del sur y muchos héroes de La orilla del agua son sus discípulos. Esta persona es muy importante en las artes marciales y mucha gente quiere retratarlo en las películas».